# Цубецу
Цубецу (яп. 津別町 Цубэцу-тё:) — посёлок в Японии, находящийся в уезде Абасири округа Охотск губернаторства Хоккайдо. Площадь посёлка составляет 716,60 км², население — 5310 человек (30 июня 2014), плотность населения — 7,41 чел./км².

## Географическое положение
Посёлок расположен на острове Хоккайдо в губернаторстве Хоккайдо. С ним граничат города Китами, Кусиро и посёлки Куннеппу, Бихоро, Асёро, Рикубецу, Тесикага.

## Население
Население посёлка составляет 5310 человек (30 июня 2014), а плотность — 7,41 чел./км². Изменение численности населения с 1980 по 2005 годы:
| 1980 | 9685 чел. |  |
| 1985 | 8972 чел. |  |
| 1990 | 8061 чел. |  |
| 1995 | 7380 чел. |  |
| 2000 | 6789 чел. |  |
| 2005 | 6222 чел. |  |

## Символика
Деревом посёлка считается ель аянская, цветком — ландыш.